# Тьерри, Жильбер Огюстен
Жильбер Огюстен Тьерри (фр. Gilbert Augustin Thierry; 1840 — 1915) — французский литератор. Сын Амедея Тьерри, племянник Огюстена Тьерри.
Так же, как его отец и дядя, начал творческую деятельность с занятий историей — и выпустил книги «Революции в Англии» (фр. Les Révolutions d'Angleterre; 1864) и «Очерки церковной истории» (фр. Essais d'histoire religieuse; 1867). В дальнейшем, однако, перешёл к художественной литературе, опубликовав ряд историко-криминальных романов, в том числе «Тайны при дворе Наполеона III», «Загадочное дело Доннадьё» (фр. La mystérieuse affaire Donnadieu; 1909). Печатал также статьи в журнале Revue des Deux-Mondes. Автор либретто к последней опере Сезара Франка «Гизелла» (1890, постановка 1896).
Анатоль Франс посвятил Тьерри новеллу «Господин Пижоно», опубликованную в составе сборника «Валтасар» (1889).

## Переводы на русский язык
- Месть карбонариев = La Savelli : Роман из времен Второй Империи во Франции. / Пер. с фр. — Санкт-Петербург : тип. А. С. Суворина, 1891. — [2], 236 с.
- Маска = Le Masque. [Поклонники Изиды : Роман в 3 ч.] / Пер. с фр. А. Л. Коморской; С предисл. Ив. Порошина. — Санкт-Петербург : тип. Спб. тов. печ. и изд. дела «Труд», 1900. — XVI, 173 с.